# Кальдерон Сумельсу, Франсиско
Франси́ско Кальдеро́н Сумельсу́ (исп. Francisco Calderón Zumelzú; 10 октября 1765, Консепсьон — 4 ноября 1849, Сантьяго) — чилийский военачальник и сенатор.

## Биография
Родился в 1765 году в Консепсьоне. Активно участвовал в Чилийской войне за Независимость. В 1814 году в Ранкагуа попал в плен к роялистам, но затем был освобождён и уже в 1817 и 1818 годах вновь принимал активное участие в боевых действиях. В 1820 году был произведён в дивизионные генералы.
В 1824—28 годах заседал в Палате депутатов (нижней палате) Конгресса Чили. В 1828—29 годах являлся сенатором (членом верхней палаты Чилийского конгресса) от Вальдивии. В 1828 году являлся председателем Учредительного конгресса, на котором была принята новая Конституционная хартия страны.
С 1805 года был женат на Кармен, урождённой Гонсалес Пальма.
Скончался в 1849 году в Сантьяго.